# Paperino e lo sci d'acqua
Paperino e lo sci d'acqua (Put-Put Troubles) è un film del 1940 diretto da Riley Thomson. È un cortometraggio animato della serie Donald Duck, prodotto dalla Walt Disney Productions e uscito negli Stati Uniti il 19 luglio 1940, distribuito dalla RKO Radio Pictures. Dal 1985 viene distribuito in Italia col titolo Problemi al motore.

## Trama
Paperino e Pluto vanno al lago con un piccolo motoscafo. Mentre Pluto deve vedersela con una molla che gli provoca non pochi guai, Paperino non riesce a far funzionare correttamente il motore del motoscafo. La lite con il motore fa finire in acqua Paperino, che chiede aiuto a Pluto. Il cane va a salvarlo, ma finisce con distruggere la barca e agganciare il motore alla schiena di Paperino. Il motore si accende e Paperino finisce nel cappio di una corda legata al telaio del motoscafo. Pluto fa così lo sci nautico con ciò che rimane della barca, trainato da Paperino, finché i due non si fermano schiantandosi l'uno contro l'altro.

## Distribuzione

### Edizione italiana
Il corto fu distribuito nei cinema italiani il 19 gennaio 1961 e venne abbinato al film Il segreto di Pollyanna. Il corto fu poi ridoppiato nel 1985 dalla Effe Elle Due sotto la direzione di Franco Latini per l'inclusione nella VHS La storia di Paperino. Nel 1989, per la riedizione della VHS La storia di Paperino, il corto fu nuovamente doppiato dal Gruppo Trenta. Tale doppiaggio venne poi usato nelle varie successive occasioni.

### Cinema
- Il segreto di Pollyanna (19 gennaio 1961)[1][2]

### Edizioni home video

#### VHS
- La storia di Paperino (gennaio 1985)[3]
- La storia di Paperino (novembre 1989)[6][5]

#### DVD
Il cortometraggio è incluso nel DVD Walt Disney Treasures: Semplicemente Paperino - Vol. 1.